# Sălătrucu (gmina)
Sălătrucu – gmina w Rumunii, w okręgu Ardżesz. Obejmuje miejscowości Sălătrucu i Văleni. W 2011 roku liczyła 2220 mieszkańców.